# Yang Chengwu
Yang Chengwu (chiń. upr. 杨成武; chiń. trad. 楊成武; pinyin Yáng Chéngwǔ; Wade-Giles Yang Ch’eng-wu; ur. 27 października 1914, zm. 14 lutego 2004) – chiński komunista, wojskowy, generał.

## Życiorys
Pochodził z prowincji Fujian. Od 1929 służył w szeregach Czerwonej Armii Chin, później Chińskiej Armii Ludowo-Wyzwoleńczej, w 1930 wstąpił do KPCh. Uczestniczył w Długim Marszu.
W 1951 brał udział w działaniach podczas wojny koreańskiej. W 1955 awansowany na generała. W 1956 został zastępcą członka KC Komunistycznej Partii Chin (do 1969), mianowano go również dowódcą obrony przeciwlotniczej. Od 1959 pełnił funkcję zastępcy szefa Sztabu Generalnego ChALW. Od 1965 był szefem Sztabu. Represjonowany podczas rewolucji kulturalnej, po jej zakończeniu wybrany (1977) w skład Komitetu Centralnego (reelekcja w 1982). Od 1983 do 1988 pełnił funkcję wiceprzewodniczącego LPKKCh.